# LVM Landwirtschaftlicher Versicherungsverein Münster
Der LVM Landwirtschaftlicher Versicherungsverein Münster a. G., kurz LVM Versicherung, ist eine Versicherung mit Sitz in  Münster/Westfalen.

## Geschäftsfelder
Die LVM-Unternehmensgruppe bietet Leistungen aus den Bereichen Versicherungen, Vorsorge und Finanzdienstleistungen an. Über 3,92 Millionen Privatpersonen und Unternehmen sind Kunde bei der LVM Versicherung und haben rund 15,1 Millionen Verträge abgeschlossen.
Die wesentlichen Versicherungssparten sind (in Klammern der gerundete Prozentanteil an den Gesamtbeitragseinnahmen im Geschäftsjahr 2024) Kraftfahrtversicherung (35), Feuer- und Sachversicherung (20), Lebensversicherung (19), Krankenversicherung (10), Haftpflichtversicherung (6), Unfallversicherung (5), Rechtsschutzversicherung (5) und Sonstige (1).

## Organisation
Die LVM Versicherung besteht aus der Muttergesellschaft, dem LVM a. G., und ihren 23 Tochtergesellschaften. Geleitet wird die Gruppe vom Vorstand der LVM a. G., der aus sechs Personen besteht. Dem Aufsichtsrat der Muttergesellschaft gehören ebenfalls sechs Personen an.
Beim LVM a. G. handelt es sich um einen Versicherungsverein auf Gegenseitigkeit (VVaG). Jeder LVM-Versicherte ist zugleich Vereinsmitglied. Aktionäre gibt es bei einem VVaG nicht.
Rund 2130 selbstständige Handelsvertreter (nach § 84 HGB) der LVM Versicherung und Agenturpartner sind gemeinsam mit ihren rund 5000 Mitarbeitern und Auszubildenden deutschlandweit im Vertrieb und für den Kundenservice tätig. Aus der Unternehmensdirektion in Münster werden sie im Jahr 2024 dabei von rund 3891 Mitarbeitern betreut.
Im Bereich der Finanzdienstleistungen kooperiert die Versicherungsgruppe mit der Wüstenrot Bausparkasse, der amerikanischen Investmentgesellschaft Federated Hermes und der FNZ Bank. Weitere Kooperationen bestehen mit der PEAC Solutions sowie mit der hkk Krankenkasse und der Halleschen Krankenversicherung.

## Ergebnisse
| Bereich                                         | 2022  | 2023  | 2024  |
| ----------------------------------------------- | ----- | ----- | ----- |
| Beitragseinnahmen (in Mrd. Euro)                | 4,230 | 4,487 | 4,896 |
| Kapitalanlagen (in Mrd. Euro)                   | 21,7  | 22,2  | 22,9  |
| Nettoergebnis aus Kapitalanlagen (in Mio. Euro) | 437,9 | 331,2 | 620,0 |
| Konzernjahresüberschuss (in Mio. Euro)          | 216,5 | 85,3  | 241,2 |
| Verträge (Mio.)                                 | 14,2  | 14,6  | 15,1  |

## Campus
Die Versicherungsgebäude liegen südlich des Stadtzentrums von Münster, unweit des Aasees. Sie gruppieren sich auf einem Campus südlich der Kreuzung Kolde-Ring/Weseler Straße. Der nördliche Teil der Von-Stauffenberg-Straße durchzieht dieses Gelände. Südlich wird der Campus von der Sperlichstraße begrenzt. In unmittelbarer Nachbarschaft befinden sich Gebäude der Westdeutschen Lotterie. Die sieben LVM-Gebäude sind zwischen 1965 und 2014 errichtet worden. In diesem Zeitraum wurden einzelne von ihnen saniert, modernisiert, erweitert, aufgestockt und neu verkleidet. Insbesondere die drei Hochhäuser der Versicherung gehören zur Silhouette Münsters. Die ebenerdigen Skulpturen „Körper und Seele“ – sie wird in der Dunkelheit in wechselnden Farben beleuchtet – und „Zwei Pferde für Münster“ bilden optische Elemente der Geländegestaltung.
Bauteil 5, „Kristall“ genannt, ist unter nachhaltigen und ökologischen Gesichtspunkten konzipiert und errichtet worden. Dabei ging es unter anderem um die Energiegewinnung, die Energiebilanz, die Wärmedämmung, Belichtung und Belüftung, die Kühlung, den Wasserverbrauch, Dachbegrünungen sowie die Recyclingfähigkeit der Baumaterialien und Ausstattungen. Die Deutsche Gesellschaft für Nachhaltiges Bauen würdige das Gebäude 2017 mit der Auszeichnung „Platin“.

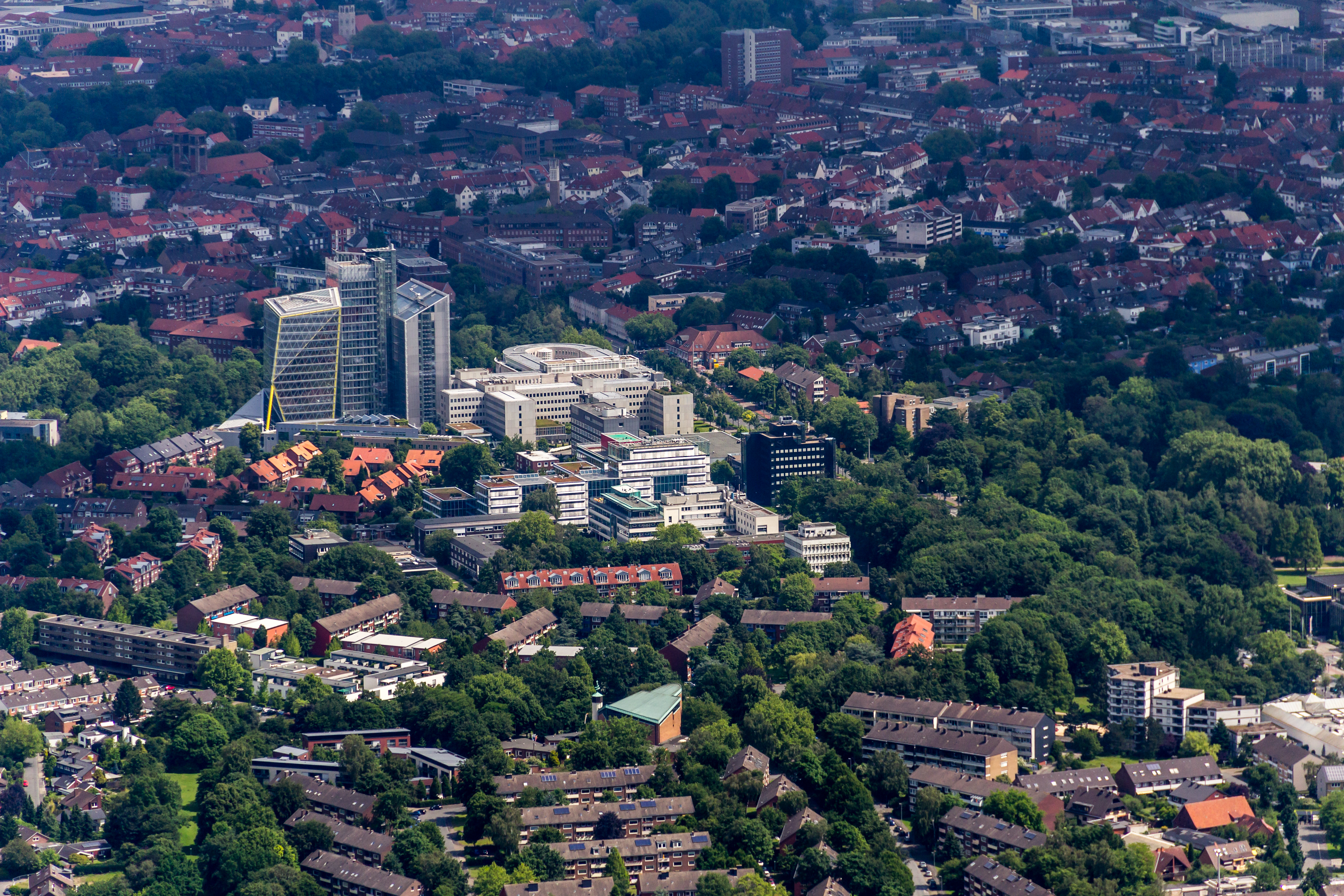
Luftbild mit Campus
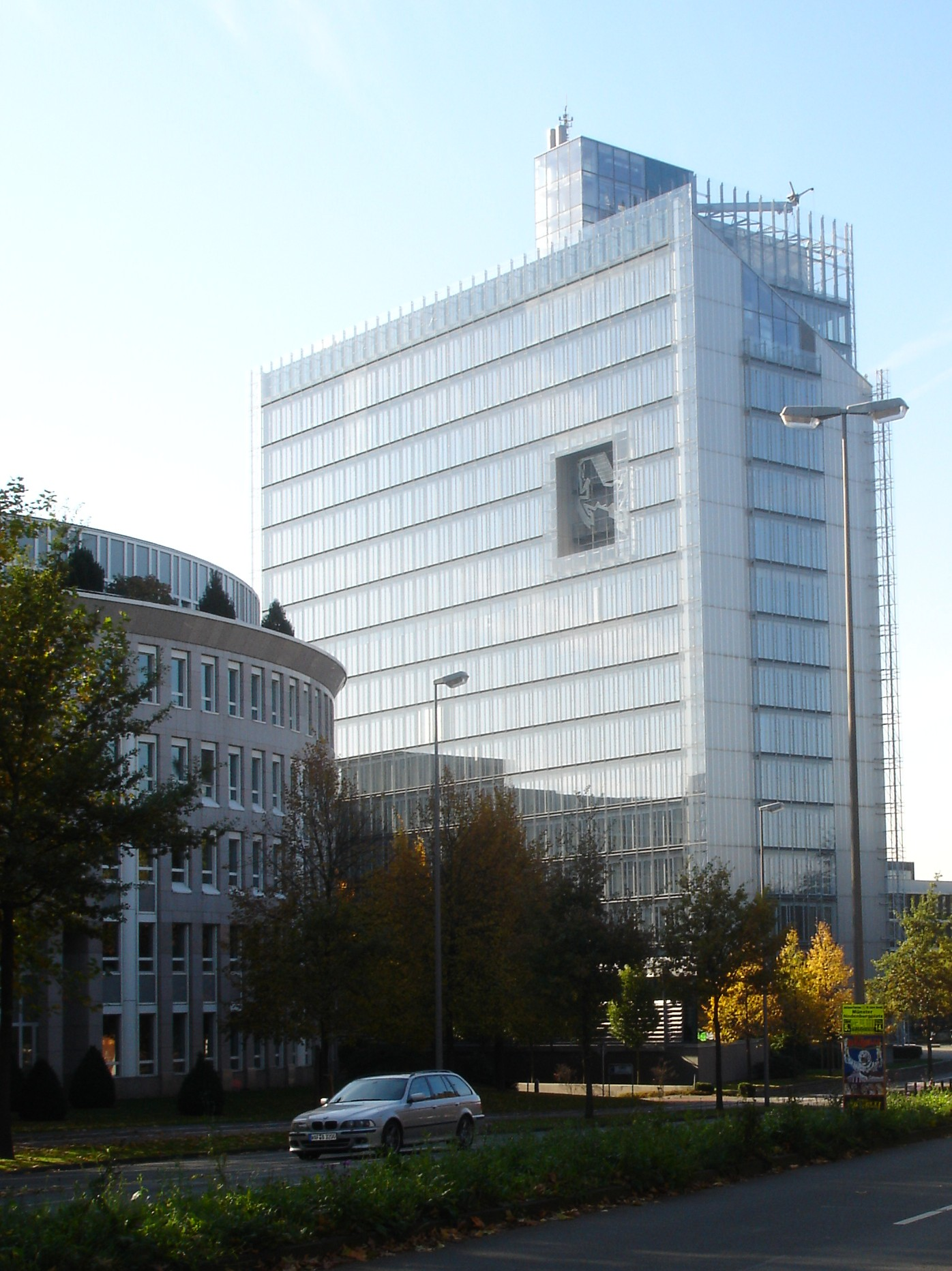
Bauteil 1
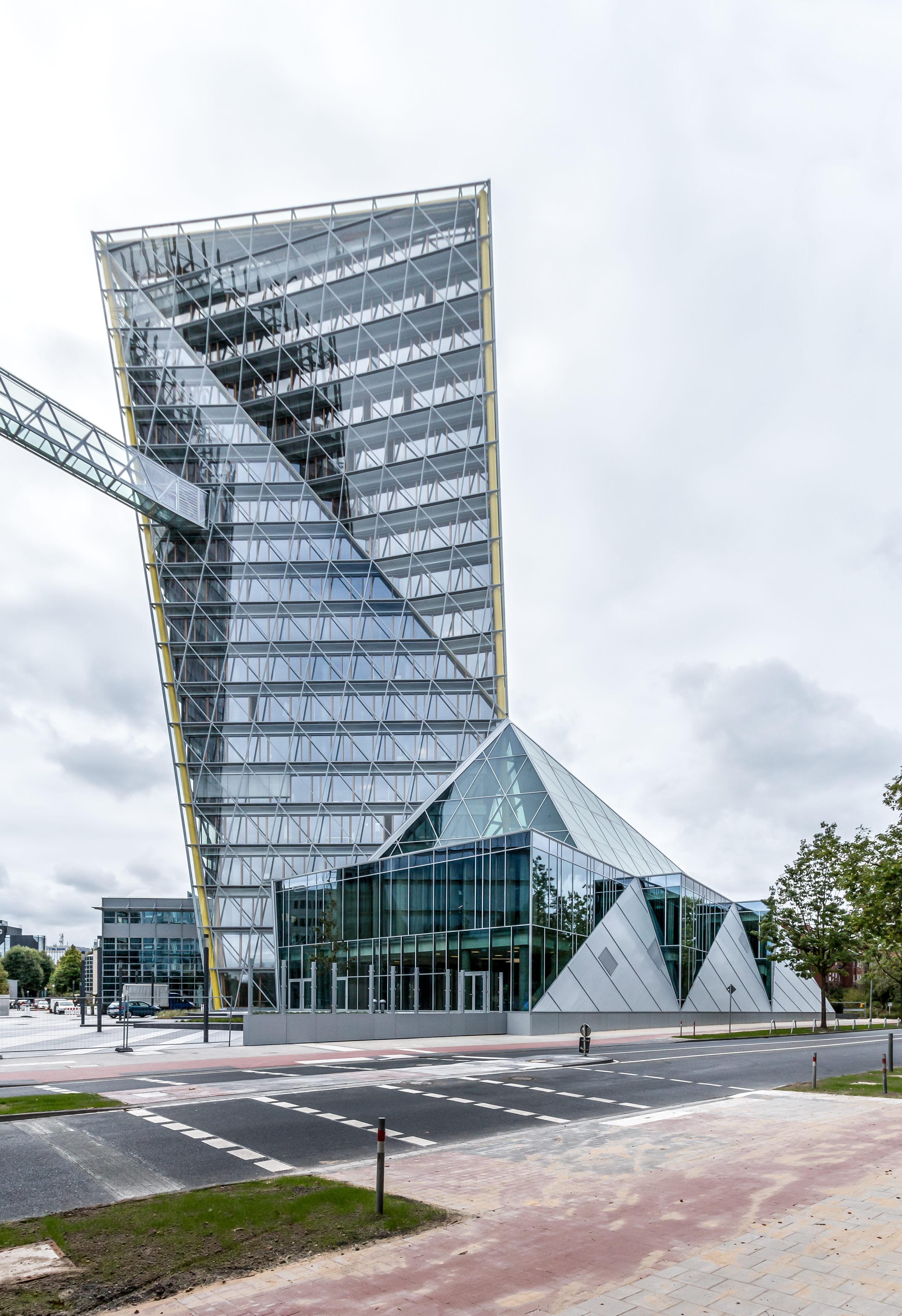
„Kristall“, Bauteil 5
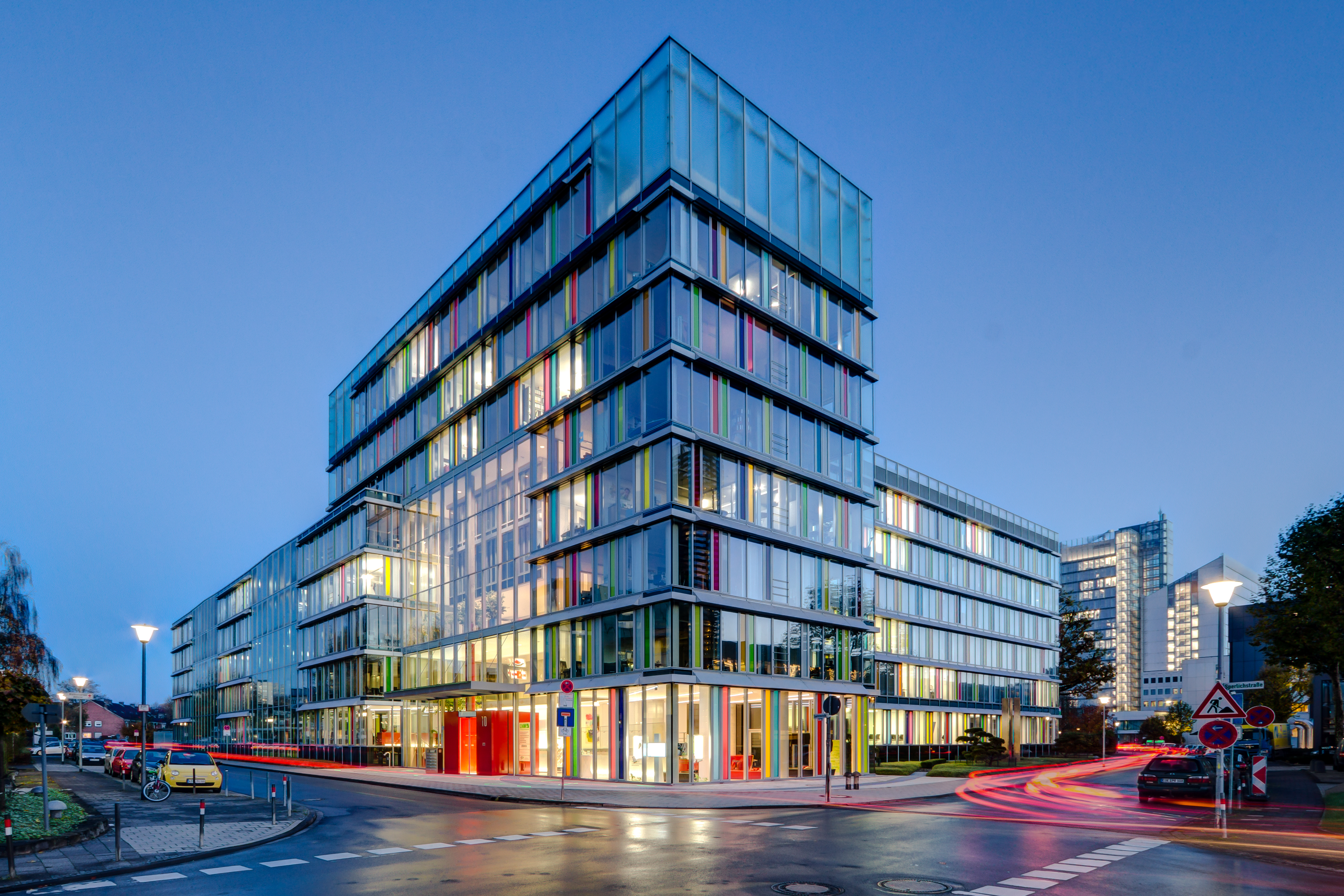
Bauteil 7
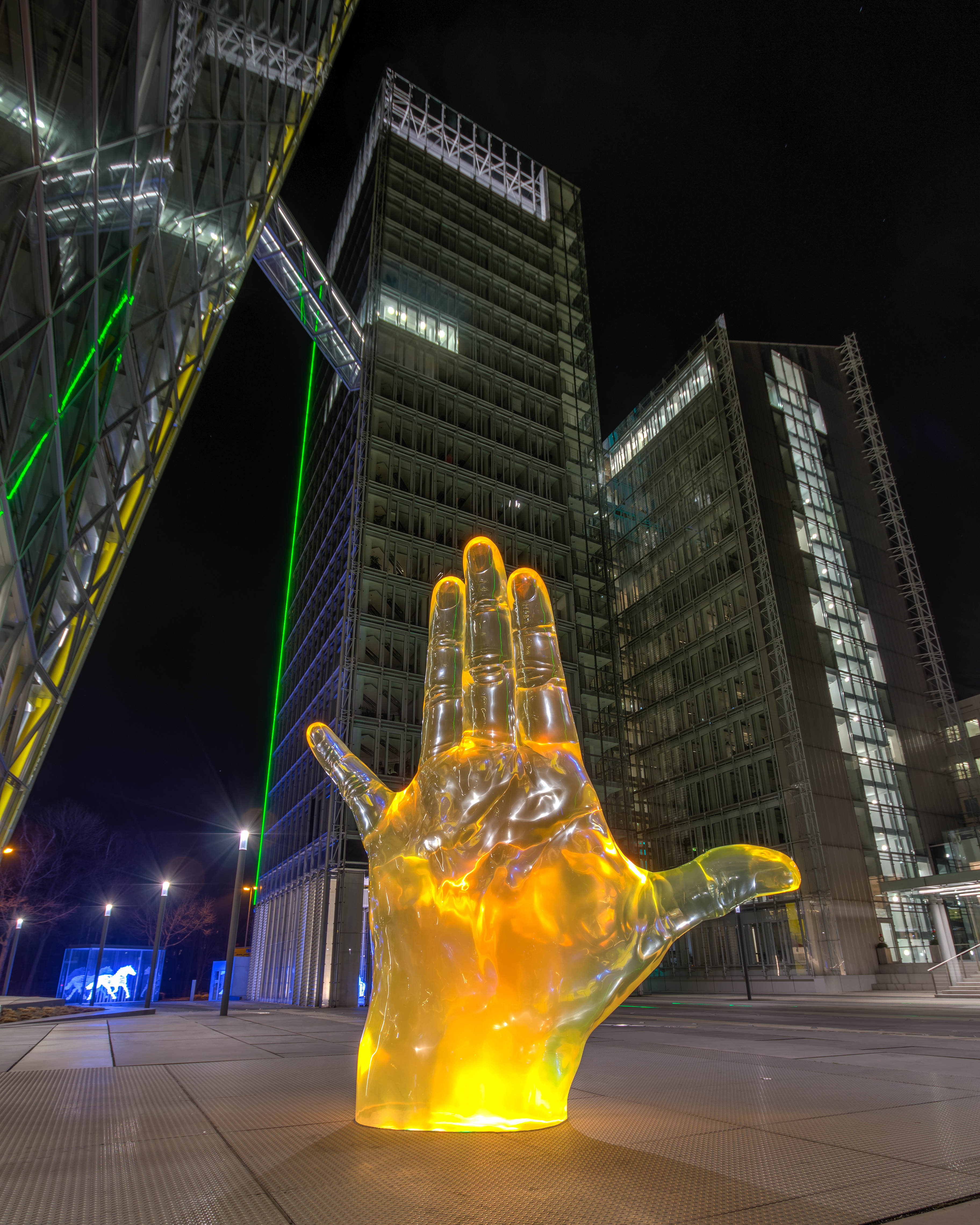
Skulptur „Körper und Seele“
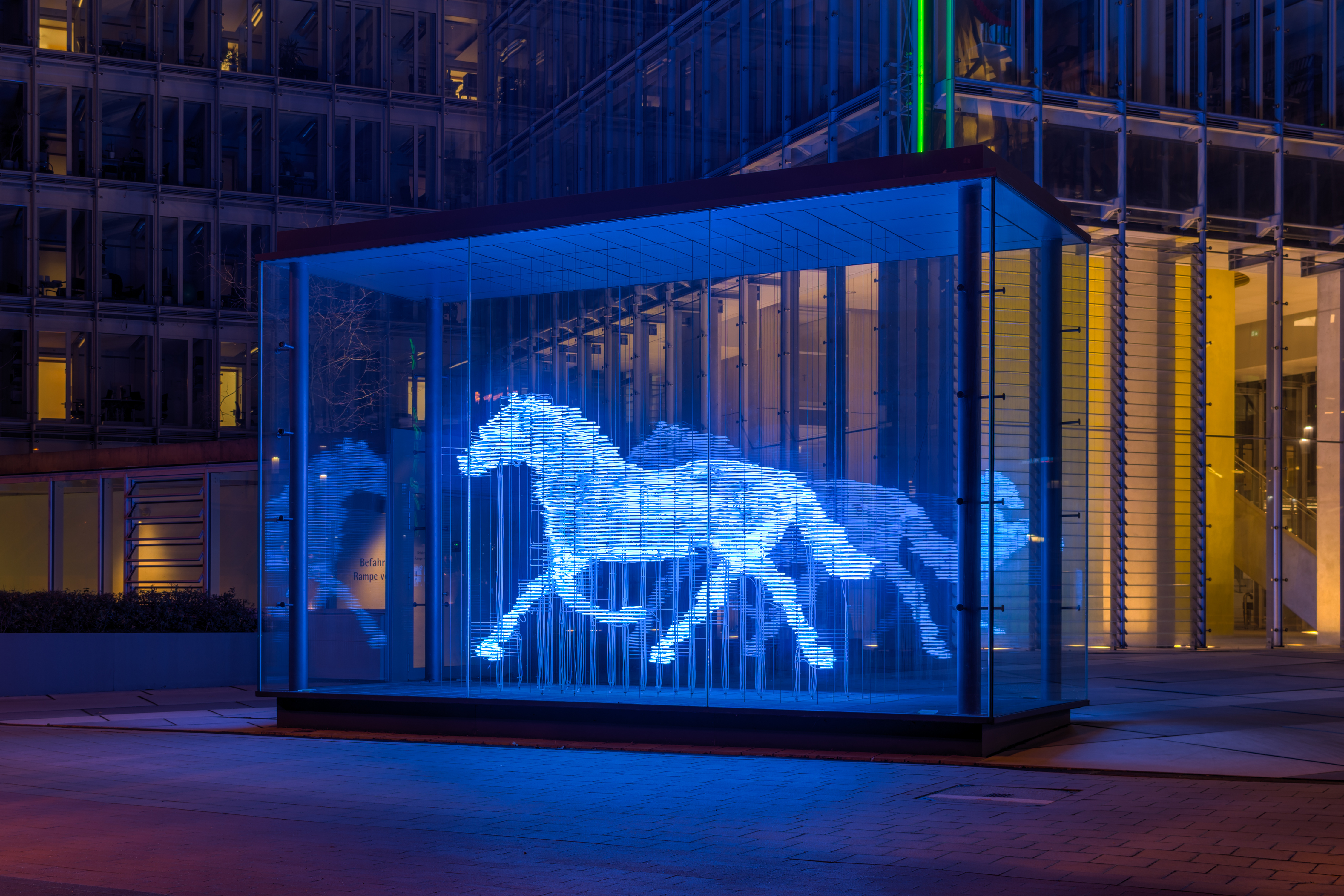
Skulptur „Zwei Pferde für Münster“

## Marketing
Seit 1990 ist die LVM Versicherung Hauptsponsor der Frauen-Volleyballmannschaft des USC Münster, die in der Deutschen Volleyball-Bundesliga der Frauen spielt. Im Reitsport unterstützt die Versicherungsgruppe den jährlich stattfindenden Agravis-Cup in Münster und Oldenburg sowie Horses & Dreams und das Chiemsee Pferdefestival. Zudem fördert die Gruppe die Dressurreiterin Ingrid Klimke. Im E-Sports unterstützt sie die League of Legends Championship.
Seit Mitte Februar 2025 ist die LVM Versicherung Hauptpartner des SC Preußen Münster. Zudem hat sie seit Ende Februar 2025 die Namensrechte an dem Stadion bis zum Ende der Saison 2033/34 inne, das nunmehr offiziell LVM-Preußenstadion heißt.

## Geschichte

### 1896 bis 1933
| 1896 | Versicherungsverein gegen Haftpflicht für Landwirthe der Provinz Westfalen a. G. |
| 1926 | Versicherungsverein für Landwirte der Provinz Westfalen a. G.                    |
| 1936 | Versicherungsverein für Bauern und Landwirte der Provinz Westfalen a. G.         |
| 1955 | Landwirtschaftlicher Versicherungsverein a. G.                                   |

Gründungsjahr der LVM Versicherung war 1896, als westfälische Landwirte den Versicherungsverein gegen Haftpflicht für Landwirthe der Provinz Westfalen errichteten. Die Gründung wurde vom Westfälischen Bauernverein und dem Landwirtschaftlichen Provinzialverein für Westfalen und Lippe getragen. Zunächst konnten nur Mitglieder dieser Trägerorganisationen versichert werden. Die Mitglieder waren überwiegend katholisch. Hintergrund war der Bedarf an einer Haftpflichtversicherung in der Landwirtschaft, der aus dem zunehmenden Einsatz von Maschinen mit den damit einhergehenden Unfallgefahren resultierte. Die seit 1884 bestehende gesetzliche Unfallversicherung bezog sich allein auf Arbeitsverhältnisse, bot aber keinen Schutz bei betriebsfremden Personen. Mit der Versicherung von 1896 war die gesamte Haftpflicht aus Körper- oder Sachbeschädigung übernommen. Das Vertriebsgebiet war mit dem Organisationsgebiet des Westfälischen Bauernvereins identisch, insbesondere die katholischen Landstriche wurden erfasst.
Die Verwaltungskosten blieben gering, dafür sorgten die Bürogemeinschaft mit dem Westfälischen Bauernverein sowie die aktive Mitarbeit ehrenamtlicher Vorstände. Ein wesentliches Merkmal der Versicherung war (und ist) die Arbeit mit sogenannten Vertrauensleuten – damals hießen sie Vertrauensmänner. Diese waren für ein bestimmtes, überschaubares Gebiet zuständig, meist selbst Bauern und örtliche Honoratioren, sammelten die Prämien ein, warben Mitglieder und berieten Landwirte vielfach. Sie waren nicht bei der Versicherung angestellt.
Seit 1907 konnten sich auch landwirtschaftliche Nebenbetriebe, Vereine und Genossenschaften versichern lassen. Die Zahl der Mitglieder wuchs kontinuierlich, auch im Ersten Weltkrieg. Dieser Krieg vernichtete große Teile der Rücklagen, denn die Versicherung hatte Kriegsanleihen gezeichnet.
1925 war jeder vierte Landwirtschaftsbetrieb in Westfalen bei der LVM versichert. 1926 öffnete sich die Versicherung allmählich für weitere Kundengruppen. Sie bot zusätzlich eine Tierversicherung an; auch Gemeinden mit weniger als 8.000 Einwohnern konnten Mitglied werden. Haftpflichtversicherung und Tierversicherung – ebenfalls auf Gegenseitigkeit – waren rechtlich getrennt, bildeten jedoch eine Verwaltungsgemeinschaft. 1929 wurde ein Versicherungszweig eingerichtet, der sich als sehr zukunftsträchtig erweisen sollte: die Kraftfahrzeugversicherung. Ein Jahr später waren ein Drittel aller Landwirtschaftsbetriebe in Westfalen Mitglied bei der LVM. Diese Höfe bewirtschafteten gemeinsam rund zwei Drittel der agrarischen Nutzfläche.

### 1933 bis 1945
Die Führung der LVM war wenige Wochen nach der Machtübernahme von Nationalsozialisten geprägt. Zum 1. Mai 1933 traten ein Mitglied des Vorstands und zwei Mitglieder des Aufsichtsrates der NSDAP bei. In den Leitungsgremien hatten NSDAP-Mitglieder die Mehrheit. Die Anpassung der Versicherungsführung an die neuen Verhältnisse erfolgte freiwillig.
Seit 1933 benötigten Vertrauensmänner die Zustimmung der NS-Ortsbauernführer. Der Anteil der Vertrauensmänner mit NSDAP-Parteibuch dürfte bei 35 bis 38 Prozent gelegen haben. 1936 gab sich die Versicherung eine nationalsozialistische Betriebsordnung. In den „Leistungskämpfen der deutschen Betriebe“ zeichnete sich die Versicherung mehrfach aus.
Das Wachstum der Mitgliederzahlen hielt auch in den Vorkriegsjahren an. 1938 zählte die Versicherung mehr als 50.000 Mitglieder. Sie beschäftigte damals mehr als 60 Mitarbeiter. Insbesondere die Kfz-Versicherung wuchs und sorgte 1938 für mehr als die Hälfte aller Beitragseinnahmen. Ein Jahr zuvor hatte die Versicherung die Genehmigung zur Ausweitung ihres Vertriebsgebiets erhalten. Es erstreckte sich jetzt vom Niederrhein bis ins Harzvorland sowie von der Weser bis in den Westerwald.
In den Kriegsjahren nahm die Bedeutung der Kfz-Versicherung ab, denn die Nutzung von privaten PKWs und Motorrädern bedurfte einer Sondergenehmigung. Im April 1944, nach Intensivierung der Luftangriffe auf Münster, verlegte die Versicherung ihre Geschäftsräume in nahegelegene Dörfer. Das Gebäude der Versicherung wurde im September 1944 durch Bombentreffer stark zerstört.
An der Verdrängung von Juden aus ihren Berufen, an der Arisierung und am Holocaust beteiligte sich die Versicherung nicht. Auch Zwangsarbeiter setzte sie nicht ein.

### 1945 bis 1970
Unmittelbar nach Kriegsende bauten die Mitarbeiter der Versicherung das Versicherungsgebäude wieder auf. Die britischen Besatzungsbehörden erteilten der LVM im April 1946 die Erlaubnis zur Fortführung des Versicherungsgeschäfts. Politisch belastete Vorstands- oder Aufsichtsratsmitglieder übten ihre Ämter nicht mehr aus, weil sie entweder durch ein Verbot der Besatzungsbehörden daran gehindert wurden oder freiwillig ausschieden. Keiner von ihnen kam nach 1949 wieder zurück. Vergleichsweise wenige Vertrauensmänner, etwa 10 Prozent, mussten ausscheiden, weil ihr Vermögen einer Sperre oder Aufsicht durch die Besatzungsbehörden unterlag.
Nach der westdeutschen Währungsreform (1948) zog das Geschäft stark an: Gab es 1947 noch etwa 63.000 Policen, so stieg diese Zahl auf fast 124.000 im Jahr 1953. Erneut zeigte sich die Kfz-Haftpflichtversicherung als besonders wachstumsstark. 1950 hatte die LVM rund 10.200 derartige Versicherungsverträge im Bestand, 1959 waren es 220.000. 1955 erweiterte die LVM erneut ihr Versicherungsgebiet. Erfasst wurden nun Nordrhein-Westfalen, Rheinland-Pfalz, Niedersachsen und Hessen. Auch die Kfz-Haftpflichtversicherung wurde mit weiteren, auf Fahrzeuge bezogenen Versicherungsangeboten, ergänzt.
1964 wurden die beiden bis dahin rechtlich getrennten Versicherungsvereine für Haftpflicht und für Tierversicherungen fusioniert. Ein Jahr später beschloss die Versicherung, den Kreis der Versicherten zu erweitern. Nun konnten auch Personen Versicherungsnehmer werden, die nicht in der Landwirtschaft beschäftigt waren. Der Umzug der Versicherung an den Kolde-Ring erfolgte 1967. Hier hatte sie ein neues Verwaltungsgebäude errichten lassen, ein Scheibenhochhaus. Die Wachstumsdynamik blieb ungebrochen: Der LVM hatte 1965 ca. 800.000 Policen im Bestand, das waren zwölfmal mehr als 1945; im selben Zeitraum wuchs das Beitragsaufkommen um den Faktor 60 auf 56. Mio. DM. 1969 wurde ein Betriebsrat im Sinne des Betriebsverfassungsgesetzes gegründet.

### 1970 bis 1990
Das Jahr 1970 markierte in rechtlicher Hinsicht den Beginn des Aufbaus einer Versicherungsgruppe: Die LVM erhielt damals die Zulassung, das Rechtsschutzversicherungsgeschäft zu betreiben, das sie in einer ersten Tochtergesellschaft organisierte. Zwei Jahre später nahm eine weitere Tochter das Geschäft mit Lebensversicherungen auf. Anfang der 1970er Jahre erweiterte die LVM Versicherung zudem ihre Angebote um eine Reihe von Sachversicherungen, die etwa Feuerschäden, Schäden an Wohngebäuden, Schäden aus Einbruch-Diebstählen, durch Leitungswasser etc. absicherten. 1971 dehnte die Versicherungsgruppe den Kreis der versicherungsfähigen Personen auf solche aus, die in Städten mit bis zu 100.000 Einwohnern lebten. 1974 fielen alle Begrenzungen weg, die LVM Versicherung trat bundesweit und unabhängig von Stadtgrößen auf. Mitte der 1970er Jahre schlossen sich Vertrauensleute zu einem Interessenverein zusammen. Es ging ihnen in Abstimmung mit der LVM Versicherung vor allem um Fragen der Alterssicherung, um Werbung sowie um die Möglichkeit, den Kundenstamm an Familienmitglieder weitergeben zu können. In Münster nutzte die LVM Versicherung ab Ende 1977 einen Erweiterungsbau, der für 650 weitere Mitarbeiter ausgelegt war. 1978 arbeiteten mehr als 1000 Personen in den LVM-Bürogebäuden. Ende der 1970er Jahre waren mehr als eine Million Menschen Kunde bei der  Versicherungsgruppe.
Im Oktober 1981 startete das operative Geschäft einer weiteren Tochter, die sich auf private Krankenversicherungen konzentrierte. In den 1980er Jahren stieg die LVM Versicherung zum drittgrößten Kfz-Versicherer in Deutschland auf, 85 Prozent der Beiträge entfielen auf diese Sparte. Mitte 1987 stieg die LVM-Versicherungsgruppe mit der LVM-Fonds-Union auch in das Investment-Geschäft ein.
1989 kam zur Erschließung des Bauspargeschäfts eine Beteiligung an der Aachener Bausparkasse hinzu. Im selben Jahr bezogen Mitarbeiter am Stammsitz Münster ein weiteres Gebäude, einen Rundbau, der von HPP Architekten entworfen worden war.

### Seit 1990
Nach dem Mauerfall erschloss die LVM Ostdeutschland als Versicherungsgebiet. In den neuen Bundesländern wurden neue Vertrauensleute angestellt, die von Mitarbeitern aus Westdeutschland unterstützt wurden. Weil anfangs Büros und technische Infrastruktur fehlten, rüstete die LVM Versicherung mehr als 100 Wohnwagen zu provisorischen Versicherungsagenturen um. 1994 war ein weiteres Gebäude auf dem Campus bezugsfertig, ein dreieckiges Bürogebäude mit vier Geschossen, das ebenfalls von HPP Architekten konzipiert worden war. 1995  begann in der LVM-Versicherungsgruppe die Einführung von Telearbeit. Im Jahr 1999 war die völlige Umgestaltung des 1967 errichteten Scheibenhochhauses abgeschlossen, ebenfalls die Errichtung des LVM-Turms, der zu den größten Gebäuden der Stadt zählt.
Zur Stärkung ihres Potenzials als Finanzdienstleister erwarb die LVM Versicherung die Allianz Vermögensbank und gab ihr den alten Namen Augsburger Aktienbank zurück. 2014 war der neu errichtete „Kristall“ auf dem Campus bezugsfertig. Seit 2020 veräußerte die LVM Versicherung nach und nach Geschäftsbereiche der Augsburger Aktienbank. 2021 erreichten die Beitragseinnahmen erstmals mehr als vier Milliarden Euro. 2023 überschritt die Zahl der in der Unternehmenszentrale beschäftigten Personen erstmals die Marke von 4000.

## Vorstandsvorsitzende
- 1992–2007: Gerd Kettler
- 2007–2011: Robert Baresel
- 2011–2016: Jochen Herwig
- seit 2016: Mathias Kleuker